# Austrocactus spiniflorus
Austrocactus spiniflorus är en kaktusväxtart som först beskrevs av Rodolfo Amando Philippi, och fick sitt nu gällande namn av Friedrich Ritter. Austrocactus spiniflorus ingår i släktet Austrocactus och familjen kaktusväxter. Inga underarter finns listade i Catalogue of Life.